# Stadtrandsiedlung (Osterburg)
Stadtrandsiedlung ist ein Wohnplatz der Hansestadt Osterburg (Altmark) im Landkreis Stendal in Sachsen-Anhalt.

## Geografie
Die Stadtrandsiedlung liegt etwa 2 Kilometer südwestlich der Innenstadt von Osterburg. Südwestlich liegt das Feuchtgebiet Wendeluch, westlich das Waldgebiet  Bürgertannen.
Nachbarorte sind Storbeck im Westen, Osterburg im Nordosten, Schilddorf im Westen und Erxleben im Südosten.

## Geschichte
Bereits in der zweiten Hälfte des 20. Jahrhunderts existierte ein Bahnhof Osterburg-Siedlung an der Bahnstrecke Osterburg–Pretzier. Im Jahre 2003 war der Name Osterburg Siedlung üblich. Kurze Zeit später, im Jahre 2006, hieß der Ort Stadtrandsiedlung.

### Wendeluch
Über das benachbarte Luch, ein Feuchtgebiet, heute als „Wendeluch“ bezeichnet, berichtete Heinrich Christoph Steinhart im Jahre 1800. Der Wendenlug, durch den der Schaugraben fließt, „ist in der Geschichte wegen einer blutigen Schlacht zwischen Markgraf Hudar von Stade und dem Albrecht von Askanien merkwürdig.“ In seiner Altmärkischen Chronik beschreibt Christoph Entzelt im Jahre 1579 die Stelle des Kampfes mit den Wenden als „sumpf oder gebrüchet, das davon noch heist das Wendische luck, aus dem ein wesserlein fleut, die Schilddorff genannt“. Hermann Bohm berichtete im Jahre 1911, dass der Ort auch „Wendische Luder“ heißt.

## Sehenswürdigkeiten
Von der Stadtrandsiedlung führt ein „Trimm-Dich- und Naturlehrpfad“ in Richtung Westen in das Waldgebiet Bürgertannen.